# Elvana Gjata
Elvana Gjata [elvana ɟata] (* 3. Februar 1987 in Tirana) ist eine albanische Sängerin und Songwriterin.

## Leben
Elvana Gjata wurde als Tochter von Fatmir Gjata, einem albanischen Offizier, geboren. Sie hat eine ältere Schwester, Migena, welche ebenfalls Sängerin ist. Sie wuchs in Tirana auf und ging dort auch zur Schule. Bereits in ihrer Kindheit erkannte ihre Schwester Elvanas Leidenschaft für das Singen. Zunächst studierte sie aber Theaterregie, arbeitete jedoch nie in diesem Beruf. Unterstützt wurde sie in ihrer Karriere von ihrem Vater.
Zu Beginn ihrer Karriere nahm sie an vielen Musikwettbewerben teil. Bereits 2003 nahm sie am Festivali i Këngës mit dem Titel Pranë teje teil, aber erreichte nicht das Finale. Mit ihrer Debüt-Single Te kam xhan trat sie beim Kënga Magjike 2005 auf. Im Jahr 2006 nahm sie erneut am Festival Kënga Magjike teil, bei dem sie mit dem Lied Vetëm zoti e di (Nur Gott weiß es) unter den besten Fünf landete. Den Song schrieb sie gemeinsam mit den Produzenten Flori Mumajesi. Im Jahr 2008 veröffentlichte sie ihr erstes Album mit dem Namen Mamës. Mit den aus dem Album stammenden Liedern Të dy (dt.: Beide) und Mamës erlangte sie großen Erfolg. Am 16. Juni 2008 erschien außerdem die Single Vetës.
2009 veröffentlichte sie bei der Entermedia Productions Prishtina mehrere Lieder mit denen sie zum Teil wenig Erfolg hatte. Eines der veröffentlichten Lieder, HiTech, wurde zu einem großen Sommerhit. Am Ende des Sommers 2009 veröffentlichte die Sängerin ihre dritte Single, Turn U On, die mehrere Wochen in den albanischen Charts war. Außerdem nahm sie 2009 an der elften Ausgabe von Kënga Magjike mit dem Lied, Dhe zemra ndal (dt.: Und das Herz hört auf zu schlagen), teil und belegte sie den zweiten Platz.
2010 veröffentlichte sie unter anderem mit Fugaa zusammen das Lied, Mamani nejën. Bei den Balkan Music Awards 2010 in Sofia, die in diesem Jahr zum ersten Mal stattfanden, landete ihre Single, Turn U On, auf dem dritten Platz in der Kategorie Die besten Lieder aus Albanien.
Im Juni 2011 gewann sie an die achte Staffel von Top Fest mit dem Lied Me Ty (dt.: Mit dir). Außerdem erschienen im selben Monat auch ihre Lieder, Kudo që jam (dt.: Egal, wo ich bin), welches sie zusammen mit Flori Mumajesi veröffentlichte, und Afër dhe larg (dt.: Nah und fern), die neben Të Dy und Mamës zu den größten Hits wurden. Afër dhe larg wurde außerdem als eines von fünf albanischen Liedern bei den Balkan Music Awards 2012 nominiert und gewann in den Kategorien Bestes Musikvideo und Bester Song aus Albanien. Im August 2011 veröffentlichte sie ihr zweites Album unter dem Namen: Afër dhe Larg (dt.: Nah und Fern).
Am 28. April 2012 veröffentlichte sie ihren Song, Gjaku im (dt.: Mein Blut), welcher anlässlich des 100. Jubiläums der Unabhängigkeit Albaniens 2012 geschrieben wurde. Dieser handelt von Unterdrückung und Diskriminierung in der Geschichte Albaniens, aber auch von Hoffnung und einer besseren Zukunft. 2013 nahm sie an der dritten Staffel der albanischen Ausgabe von Dancing with the Stars teil, die sie gewann.
Im Jahr 2015 veröffentlichte sie die Single Love Me, welche mehrere Monate auf Platz 1 der Charts in Albanien und Kosovo war.
2019 kehrte sie mit dem Lied Me tana zurück zum Festivali i Këngës. Mit dem Titel belegte sie den zweiten Platz hinter Arilena Ara. Ab 2019 trat sie auch im deutschsprachigen Raum als Featuring und Alleininterpret in Erscheinung. Sie konnte einige Chartplatzierungen an der Seite von Mozzik (Ska), Ardian Bujupi (Meine Liebe) und Dhurata Dora (Gajde) sowie auch als Alleininterpretin erlangen. 2024 nahm Gjata erneut am Festivali i Këngës teil. Die 63. Ausgabe des Wettbewerbes bestritt sie mit dem Titel Karnaval. Trotz der Höchstpunktzahl der Zuschauer aus der Diaspora konnte sie lediglich den zweiten Platz hinter den Newcomern Shkodra Elektronike erreichen.

## Diskografie

### Studioalben
- 2008: Mamës (Super Sonic)
- 2011: Afër dhe Larg (Threedots Production)
- 2025: Trilogji (Kaputilli I - Grada)

### EPs
- 2014: Acoustic Live Session (Threedots Production)
- 2018: 3 (East Music Matters)
- 2021: Çelu (Loudcom Media/East Music Matters)

### Singles
- 2005: Zjarri që ti ndez
- 2005: Te kam xhan
- 2007:  Nushu ime
- 2007: Vetem zoti e di
- 2008: Mamës
- 2008: Vetës
- 2009: Nuk janë më
- 2009: Turn U On
- 2009: Hitech
- 2009: Dhe zemra ndal
- 2010: Ake ti zemër
- 2010: Mamani nejen
- 2011: Kudo që jam
- 2011: Me ty
- 2011: Afër dhe larg
- 2012: Gjaku im
- 2013: Beso (feat. 2po2)
- 2013: Fake
- 2014: 1990 (feat. MC Kresha)
- 2014: Disco Disco (feat. Kaos)
- 2014 Pute
- 2015: Kuq e zi je ti (feat. Flori Mumajesi)
- 2015: love Me (feat. Bruno)
- 2016: Njesoj
- 2016: Lejla (feat. Capital T & 2po2)
- 2017: Forever Is Over
- 2018: Off Guard (feat. Ty Dolla Sign)
- 2018: Ku Vajti
- 2018: Mike (mit Ledri Vula featuring John Shehu)
- 2019: "Tavolina e mërzisë
- 2019: Fustani (feat. Capital T)
- 2019: A m'don
- 2019: Me Tana
- 2021: Thirr
- 2021: Loti
- 2021: E di (feat. Yil Limani)
- 2021: Marre (feat. Yil Limani)
- 2021: Papa (mit Sickotoy & Inna)
- 2022: Ska (mit Mozzik)
- 2022: pow
- 2022: Ex (mit Bardhi und DJ Gimi O)
- 2022: Gajde (mit Dhurata Dora)
- 2022: Clap Clap (mit Gran Error & Antonia)
- 2024: Karneval
- 2025: Grada
- 2025: Lumja Toka
- 2025: Knojna

### Als Featuring
- 2007: Tingulli 3nt: Të dy
- 2018: Poo Bear: Shade
- 2019: Ardian Bujupi: Meine Liebe
- 2021: Capital T: Flak
- 2022: MC Kresha und Lyrical Son: Stuhi mbi oqean